# Белгородское Авиапредприятие
Белгородское авиапредприятие — ныне недействующая российская авиакомпания. Основана в 1994 году на базе Белгородского ОАО советского Аэрофлота, в 2005 году собственный лётный отряд ликвидирован, но компания продолжила управление Международным аэропортом Белгорода. В марте 2017 года ОАО «Белгородское авиапредприятие» было признано банкротом.

## История

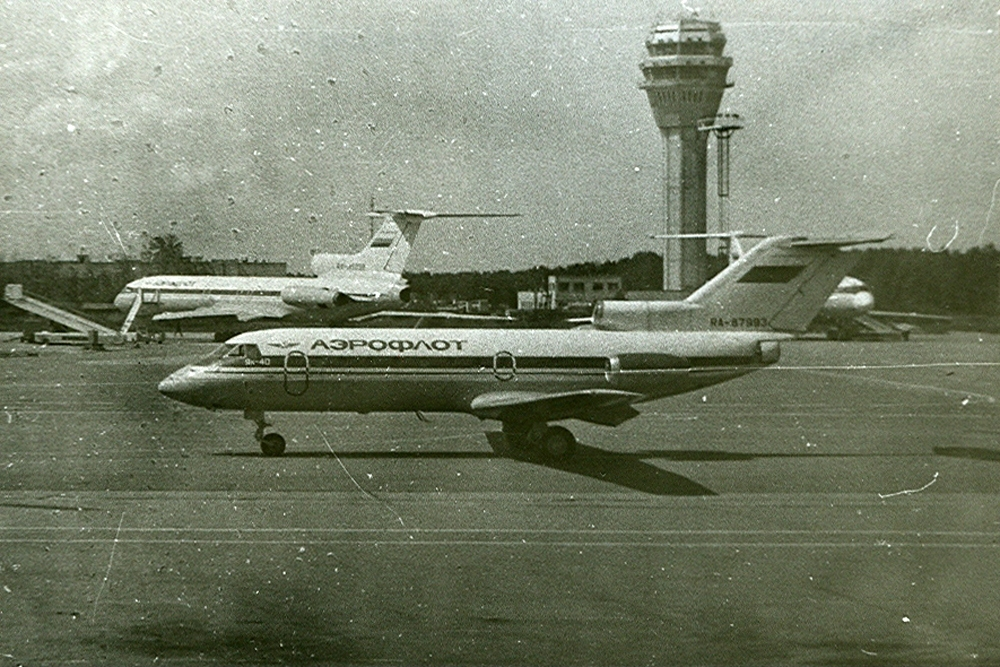
Самолёт Як-40 RA-87993 Белгородского авиаотряда в аэропорту Пулково, 1993 год

В 1954 году в связи с образованием Белгородской области, посадочная площадка возле села Ячнев Колодезь (ныне микрорайон Ячнево) была преобразована в аэропорт V класса Белгород. В аэропорт перебазировалось авиазвено 1-й авиаэскадрильи 170-го (курского) объединённого авиаотряда из 3 По-2. В 1955 году на базе авиазвена образована Белгородская авиаэскадрилья 170-го ОАО. Используются самолёты По-2, с 1957 введены в эксплуатацию Як-12, а с 1959 — Ан-2. В 1968 году на её основе сформирован Белгородский объединённый авиаотряд. В 1976 году в эксплуатацию поступили вертолёты Ка-26, 1977 году — самолёты L-410, в 1981 — Як-40.
В апреле 1994 года на базе Белгородского ОАО создано ФГУП «Белгородское государственное авиационное предприятие». Выполняются рейсы на самолётах Як-40. В декабре 2002 года преобразовано в открытое акционерное общество «Белгородское авиапредприятие».
В апреле 2002 года Белгородское авиапредприятие преобразовано в ФГУП «Белгородское государственное авиационное предприятие», а в декабре этого же года преобразовано в открытое акционерное общество «Белгородское авиапредприятие».
В 2005 году собственный лётный отряд предприятия ликвидирован, однако, компания продолжает управлять аэропортом Белгород. В 2010 году Указом Президента России ОАО «Белгородское авиапредприятие» передано из федеральной собственности в собственность Белгородской области. В 2017 году по решению суда компания признана банкротом.

## Кодовые данные
- ИКАО: BED
- Позывной: BELOGORYE[9]

## Флот
В разное время Белгородским авиаотрядом и Белгородским авиапредприятием эксплуатировались следующие воздушные суда:
| Тип воздушного судна | Начало эксплуатации | Конец эксплуатации |
| -------------------- | ------------------- | ------------------ |
| По-2                 | 1954                | н/д                |
| Як-12                | 1957                | н/д                |
| Ан-2                 | 1959                | 1996               |
| Let L-410            | 1977                | 1989               |
| Як-40                | 1981                | 2005               |
| Ка-26                | 1976                | 1986               |

Своей фирменной раскраски авиакомпания не имела. До середины девяностых использовались стандартные ливреи советского Аэрофлота. Позднее надпись «Аэрофлот» и его логотип стали закрашиваться, поверх наносилась надпись «Россия» либо вообще ничего. Уникальную раскраску в начале нулевых получил борт RA-87993. На фюзеляж была нанесена надпись «Белогорье», а на киль — логотип одноимённого волейбольного клуба.
По состоянию на август 2006 года парк Белгородского авиапредприятия насчитывал шесть самолетов Як-40.

## Происшествия и катастрофы
- 18 января 1979 года — самолёт L-410М Белгородского ОАО с бортовым номером СССР-67210 разбился недалеко от Белгорода при выполнении учебно-тренировочного полёта с имитацией отказа двигателя. Основной причиной стала потеря экипажем пространственного положения в СМУ. Все 3 члена экипажа погибли.
- 21 апреля 1986 года — вертолёт Ка-26 СССР-24317 разбился в 29 км от аэропорта Белгород. Наиболее вероятной причиной стала потеря экипажем пространственного положения в СМУ. Погибли оба пилота и один пассажир[12].